# Further Conversations with Myself
Further Conversations with Myself è un album in studio del musicista statunitense Bill Evans, pubblicato nel 1967.

## Tracce
1. Emily (Johnny Mandel, Johnny Mercer) - 4:56
2. Yesterdays (Otto Harbach, Jerome Kern) - 3:50
3. Santa Claus Is Coming to Town (J. Fred Coots, Haven Gillespie) - 3:47
4. Funny Man (Bill Evans) - 3:45
5. The Shadow of Your Smile (Love Theme from "The Sandpiper") (Mandel, Paul Francis Webster) - 8:03
6. Little Lulu (Buddy Kaye, Sidney Lippman, Fred Wise) - 2:50
7. Quiet Now (Denny Zeitlin) - 7:53